# كيرفين بريستول
كيرفين بريستول (بالإنجليزية: Kervin Bristol)‏ مواليد 4 سبتمبر 1988 في بورت أو برانس، هو لاعب كرة سلة أمريكي. بدأ مسيرته الاحترافية في سنة 2012. يبلغ طوله 6 قدم 10 بوصة (2.1 م).

## المسيرة الاحترافية
لعب مع نادي هوبسي بولزلا لكرة السلة في موسم 2012–2013، ثم لعب مع نادي كراسني كريليا لكرة السلة في موسم 2014–2015، ثم لعب مع جاي دي أيه ديجون في الدوري الفرنسي في سنة 2015، ثم لعب مع نادي فوتسوافك لكرة السلة في موسم 2015–2016، ثم لعب مع نيجني نوفغورود في الدوري الروسي في سنة 2016.

## روابط خارجية
- كيرفين بريستول على موقع كرة السلة الأوروبية.كوم (الإنجليزية)
- كيرفين بريستول على موقع كلية كرة السلة في سبورتس رفرنس.كوم (الإنجليزية)
- كيرفين بريستول على موقع ريلجم (الإنجليزية)
- كيرفين بريستول على موقع بروبوليرز (الإنجليزية)
- كيرفين بريستول على موقع سبورتس رفرنس (الإنجليزية)